# Bosque primario
El bosque primario, primigenio o virgen es una extensión considerable de masa forestal que ha permanecido intacta; nunca ha sido explotada, fragmentada o influida por el ser humano y sus actividades, por lo tanto, ningún otro tipo de bosque o plantación posee la riqueza biológica o la importancia ecológica de los bosques primarios. Este tipo de bosques representan un 65% de la diversidad terrestre, a pesar del daño que han sufrido.
Actualmente los bosques vírgenes están desapareciendo de forma rápida e irreversible.[cita requerida] El 80% de estos ecosistemas ya ha sido destruido o alterado y el 20% restante está amenazado por diversas causas: explotación forestal o petrolífera, minería, construcción de embalses y carreteras, expansión de la agricultura y la ganadería.[cita requerida]
El bosque primario más extenso del planeta Tierra es la Selva Amazónica. Según Greenpeace, en el Mioceno estos bosques cubrían casi la mitad de la superficie terrestre, pero hoy solo queda una quinta parte del bosque original intacto (un 7% de toda la superficie).
Los siete grandes bosques primarios del planeta son los siguientes:
- El bosque tropical amazónico,
- la jungla del sudeste asiático,
- las selvas tropicales de África Central,
- los bosques primarios de Norteamérica,
- los últimos bosques primarios europeos en Escandinavia, la península balcánica y Europa Oriental.
- los últimos de la taiga siberiana.

Para que un terreno forestal pueda ser considerado como «primario» debe ser lo suficientemente extenso como para garantizar la supervivencia de poblaciones viables de todos los seres vivos, incluidas especies migratorias, sin verse afectadas por la acción humana. Aproximadamente 150 millones de personas viven al día de hoy en bosques primarios.
Características comunes
Ningún bosque primario es igual a otro y, sin embargo, todos tienen mucho en común. Funcionan como hogar de pueblos indígenas, son imprescindibles para la supervivencia de numerosos tipos de plantas, animales y otros organismos, y sirven para la regulación del clima mundial. Una vez destruidos, se pierden inexorablemente.

## Ubicación

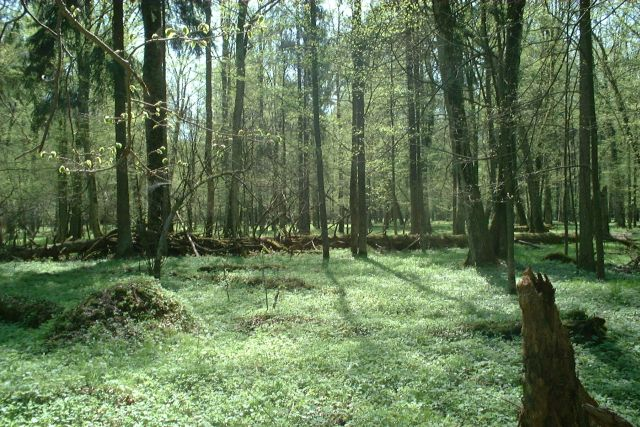
Contrariamente a lo que se piensa, excepto en sus límites, un bosque primario es raramente impenetrable. (Bosque de Białowieża, Polonia).

Los tres grandes grupos de bosques tropicales primarios, que reúnen al menos dos tercios de todos los bosques primarios del planeta, se sitúan en:
- El Amazonas (Sudamérica).
- La Selva ecuatorial o del Congo (África).
- La Selva de Malesia.

Cerca de Brasil, la Guayana Francesa, departamento francés de ultramar, con más de un 90% de bosques primarios, representa una de las zonas más vastas. Por otro lado, la Patagonia (Chile y Argentina), Tasmania (Australia), el Estado de Washington (Estados Unidos) y la Columbia Británica (Canadá) poseen los principales bosques primarios.

### En Norteamérica
En este continente americano, se pueden observar algunos bosques que aún se encuentran en estado primario como los bosques de las montañas Lapachares y los bosques de los valles del río Hoh (ver Selva Hoh) en Estados Unidos. En Canadá, los bosques de coníferas (Taiga) y algunos bosques de frondosas.

### En Europa

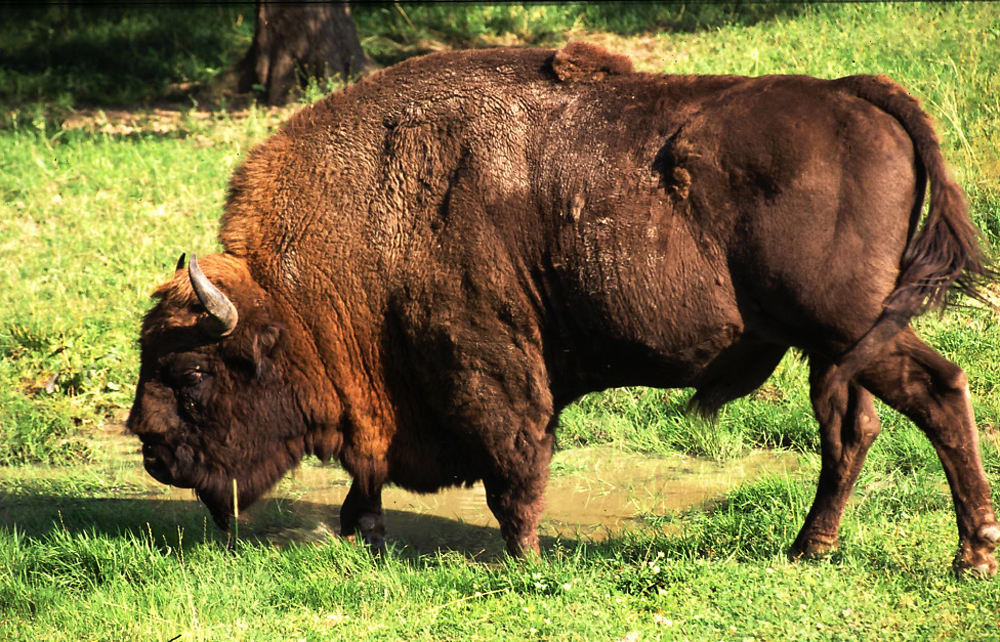
El bisonte, el último gran herbívoro de los bosques de Europa, pastando en el bosque de Białowieża.

Sobre el continente, de los grandes bosques de la antigüedad (Bosque de las Ardenas, Bosque Hercínico), solo subsisten algunos bosques tales como el de Białowieża en Polonia, Perućica en Bosnia y Herzegovina o también en el extremo Norte de Escandinavia.
En la península ibérica no quedan bosques primarios. Si bien, existen pequeñas superficies de bosque intacto en zonas de los Pirineos o en la cordillera Cantábrica, estos reductos son demasiado pequeños para ser considerados bosques primarios.
En Galicia, se usa la voz fraga para designar una zona cerrada de monte por lo general aislada y de difícil acceso, poblada por diversas especies caprifoliáceas, por hierbas, musgos, helechos y líquenes en el que convive también una gran diversidad de fauna. Son bosques  que se conservan en estado casi virginal, pero que no son científicamente bosques primarios.